# Protection de la vie privée dès la conception
La protection de la vie privée dès la conception, privacy by design (PbD) ou security by design (SbD) en anglais, est une approche éthique et de sécurité de l'ingénierie des systèmes qui prend en compte la vie privée et donc la protection de la donnée personnelle et des données sensibles, dès l'amont et tout au long du processus. 
Ce concept, notamment recommandé pour la conception des objets connectés, est un exemple de la Value sensitive design (en) (approche qui intègre les valeurs de l'humain dans tout le processus de la conception de la technologie).

## Histoire
Ce concept découle notamment d'un rapport de 1995 sur les technologies améliorant la confidentialité (outils et applications intégrés aux services et plateforme en ligne qui permettent de protéger les données personnelles) d'une équipe jointe composée de la Commissaire à l'Information et la Vie privée de l'Ontario (Canada), Ann Cavoukian (en), de l'Autorité de protection des données néerlandaise et de l'Organisation néerlandaise pour la recherche scientifique appliquée.

## Principes fondamentaux
Il s'agit pour le concepteur d'un objet connecté ou numérique d'inclure le risque de piratage dans son projet dès la phase de conception, ce qui implique un travail précoce et prospectif d'identification des vulnérabilités de l'objet.
La protection de la vie privée dès la conception concerne l'imbrication de contrôles de protection des données dans les systèmes qui traitent des données personnelles à toutes les étapes de leur développement, incluant l'analyse, le design, la mise en œuvre, la vérification, la sortie, la maintenance et la mise hors service. 
Cela implique d'utiliser des technologies améliorant la confidentialité et celles réduisant l'identifiabilité des données personnelles, telles que l'encodage ou la désidentification. 
Cela inclut aussi d'autres mesures telles que : donner le contrôle à l'utilisateur final en développant des mécanismes de consentement granulaire, mettre en œuvre des capacités de portabilité des données ou en développant des mises en garde sur la vie privée plus facilement compréhensibles. La façon dont la protection de la vie privée dès la conception (Privacy by Design) ou l'intégration de la sécurité dès la conception (Security by Design (en)) est faite dépend de l'application, des technologies et du choix d'approche. Cependant, plusieurs normes et conseils sont disponibles ou en cours d'élaboration.
Le Privacy by Design repose sur sept principes fondamentaux développés par Ann Cavoukian (en), basés sur les 7 "Lois de l'identité" (7 "Laws of Identity") de Kim Cameron :
1. Prendre des mesures proactives et non réactives, des mesures préventives et non correctives (prévoir et de prévenir les incidents liés à l'atteinte de la vie privée avant même qu'ils ne se produisent)
2. Assurer la protection implicite de la vie privée (faire en sorte que les données personnelles soient protégées de manière automatique avec un paramétrage par défaut des nouvelles technologies assurant un niveau de protection maximum des données sans que l'utilisateur ait à définir de paramètres spécifiques)
3. Intégrer la protection de la vie privée dans la conception des systèmes et des pratiques
4. Assurer une fonctionnalité complète selon un paradigme à somme positive et non à somme nulle (assurer la protection de la vie privée sans nuire à la mise en œuvre d'autres fonctionnalités)
5. Assurer la sécurité de bout en bout, pendant toute la période de conservation des renseignements
6. Assurer la visibilité et la transparence (chaque élément intégré aux systèmes lié à la protection des données personnelles doit rester visible et transparent en cas de vérification indépendante)
7. Respecter la vie privée des utilisateurs

## Législation, adoption mondiale du concept
Dès 1997, l'Allemagne a adopté une loi (§ 3 IV TDDG) sur la sécurité et l'information qui réglemente, entre autres la protection de la vie privée.
En octobre 2010, des régulateurs du monde entier se sont réunis à l'assemblée annuelle de l'International Data Protection and Privacy Commissioners de Jérusalem, Israël. Ceux-ci ont unanimement pris la résolution reconnaissant la protection de la vie privée dès la conception comme une composante essentielle de la protection fondamentale de la vie privée.
La Commission fédérale du commerce des États-Unis a reconnu en 2012 le Privacy by Design comme l'une des trois pratiques recommandées pour protéger la vie privée en ligne dans un rapport intitulé Protecting Consumer privacy in an Era of Rapid Change (Protection de la Vie privée du Consommateur dans un Contexte de Changement Rapide).
La protection des données dès la conception (Data Protection by Design) a été également incorporée dans la stratégie de la Commission européenne visant à unifier la protection des données dans l'Union Européenne sous une seule et même loi – le Règlement général sur la protection des données (RGPD), ou la General Data Protection Regulation. Mais la dernière proposition ne donne pas de définition du concept de protection des données dès la conception, ni de la protection de la vie privée dès la conception. Ce qui est entendu par ces concepts reste flou. 
Le RGPD demande aux fabricants et aux responsables de traitement (ainsi qu'à leurs sous-traitants) de mettre en œuvre des mesures techniques et organisationnelles, appropriées pour garantir un niveau de sécurité adapté au risque.
Le RGPD définit les principes de la PbD comme suit :
- La protection par défaut : les mesures de sécurité sont intégrées par défaut dans les produits et services.
- La protection par conception : la sécurité est prise en compte dès la conception des produits et services.
- La protection par évaluation continue  (principe d'amélioration continue.

Le projet OWASP a porté sur 10 principaux risques d'atteinte à la vie privée : Ils concernent des applications en ligne, et des pistes sur la manière dont le Privacy by Design s'est intégré dans les pratiques. Le cœur du principe de technologie neutre du Règlement général sur la protection des données est qu'il dépend des fabricants de documenter la conformité, y compris le Privacy by Design selon le principe de « Si vous pouvez le faire, vous devez le faire. »
Dans les années 2O2O, émergent le cloud computing (source de nouveaux risques de piratage) et de nombreux types d'intelligences artificielles, susceptibles d'être détournées pour hacker les systèmes informatiques, dont les objets connectés (eux-mêmes de plus en plus nombreux et donnant accès à un nombre croissant de données personnelles). Un accord est en discussion à Bruxelles sur la protection numérique intrinsèque, « By Design », des appareils connectés.

## Critiques et difficultés
Le « privacy by design » présente, dans son sens fondamental, une certaine proximité avec le concept de Voluntary compliance dans les industries à risque. Ces notions sont critiqué comme « vagues », et laissant des questions sans réponses concernant leur application dans l'ingénierie. 
De plus, l'approche évolutive, souvent adoptée dans ce contexte, n'empêche pas les violations de la vie privée puisque l'évolution implique de laisser des phénotypes inadaptés (produits envahissant la vie privée) subsister tant qu'ils n'auront pas été clairement identifiés comme inadaptés pour la sauvegarde de la vie privée.
De plus, certains business modèles sont développés sur la surveillance des utilisateurs et sur la manipulation de données ce qui implique une conformité volontaire peu probable.
Une autre critique repose sur le fait que les définitions courantes de le Privacy by Design n'abordent pas l'aspect méthodologique des systèmes d'ingénierie, par exemple l'utilisation de méthodes décentes d'ingénierie des systèmes qui couvre le système complet durant tout le cycle de vie des données. Par ailleurs, le concept ne se concentre pas sur le rôle du détenteur des données, mais plutôt sur le rôle du concepteur du système. Ce dernier rôle n'étant pas utilisé dans les lois sur la vie privée, le concept ne repose donc pas directement sur la loi.
Des biais sont possibles dans les définitions utilisées. Ainsi, la législation nord-américaine tend à laisser les entreprises elles-mêmes définir ce que le concept devrait désigner (approche évolutive), alors que l'Union européenne prépare une approche plus règlementaire[réf. nécessaire].
Quant à l'IA, elle semble pouvoir à la fois être utilisée pour créer des solutions de protection, et pour les contourner quand l'IA est entre les mains de hackers.

## Vers leprivacy by using
Le privacy by design vis plutôt la protection des individus, et ce sans actions préalables de leur part. Mais une restriction technique de la divulgation des données risque d'être inefficace chez des acteurs qui n'en veulent pas. 
Il convient donc de promouvoir le concept de privacy by using parallèlement à celui de privacy by design. 
Il reposerait sur des instruments technologiques, juridiques et informationnels encourageant une capacité d'apprentissage chez l'individu, qui aurait alors un comportement éclairé par une meilleure connaissance de son environnement informationnel et des conséquences de ses comportements de divulgation (on parle d'empowerment). De ces comportements éclairés pourraient émerger de nouvelles normes de privacy
.